# 似蝠娜麗魚
似蝠娜麗魚，為輻鰭魚綱鱸形目隆頭魚亞目慈鯛科的其中一種，分布於南美洲Napo、Caqueta、Tigre、Corrientes與Pastaza河流域，體長可達10.2公分，棲息在中底層水域，生活習性不明。

## 擴展閱讀
維基物種上的相關：似蝠娜麗魚